# Syncaris pasadenae
Syncaris pasadenae är en kräftdjursart som först beskrevs av Kingsley 1896.  Syncaris pasadenae ingår i släktet Syncaris och familjen Atyidae. IUCN kategoriserar arten globalt som utdöd. Inga underarter finns listade i Catalogue of Life.